# MILS – Mljekara Split
MILS – Mljekara Split d.d., hrvatska tvrtka sa sjedištem na adresi Komulovića put 4 u Splitu. Osnovna djelatnost je društva je prerada mlijeka i proizvodnja mliječnih proizvoda. Posluje i razvija se na području četiri dalmatinske županije: Zadarska, Šibensko-kninska, Splitsko-dalmatinska i Dubrovačko-neretvanska. Društvo ima jaku distribucijsku mrežu koja obuhvaća na oko 1000 prodajnih mjesta od Zadra do Dubrovnika.

## Povijest
Društvo je osnovano 1956. godine pod imenom Gradska mljekara. Od 1968. djeluje kao društveno poduzeće i mijenja ime u Mljekara Split, a pretvorbom 1994. godine postaje dioničko društvo koje dvije godine kasnije mijenja ime u MILS – Mljekara Split. MILS je od prosinca 2013. godine jedan od sponzora splitskog nogometnog prvoligaša Hajduka te proizvodi paletu mliječnih proizvoda s logom nogometnog kluba.

## Glavni proizvodi MILS-a
Glavni proizvodi splitske mljekare su jogurti, mliječni namazi, kiselo vrhnje, acidofil i sirevi.